# Axiodes rhodampyx
Axiodes rhodampyx là một loài bướm đêm trong họ Geometridae.